# (69987) 1998 WA25
(69987) 1998 WA25 est un objet transneptunien du groupe des cubewanos.

## Caractéristiques
(69987) 1998 WA25 mesure environ 120 km de diamètre.

## Orbite
L'orbite de 1998 WA25 possède un demi-grand axe de 42,731 ua et une période orbitale d'environ 279 ans. Son périhélie l'amène à 41,669 ua du Soleil et son aphélie l'en éloigne de 43,792 ua.

## Découverte
1998 WA25 a été découvert le 19 novembre 1998.